# Сакупљач костију
Сакупљач костију (енгл. The Bone Collector) је филмски трилер из 1999. снимљен по књизи Џефрија Дивера. Филм је режирао Филип Нојс, а у главним улогама су Дензел Вошингтон и Анџелина Жоли.

## Улоге
| Глумац           | Улога                 |
| ---------------- | --------------------- |
| Дензел Вошингтон | Линкон Рајм           |
| Анџелина Жоли    | Амилија Донахи        |
| Квин Латифа      | Телма                 |
| Мајкл Рукер      | Капетан Хауард Чејни  |
| Мајк Макглоун    | Детектив Кени Соломон |
| Луис Гузман      | Еди Ортиз             |

## Зарада
- Зарада у САД - 66.518.655 $
- Зарада у иностранству - 84.975.000 $
- Зарада у свету - 151.493.655 $